# Tramwaje w Cochabambie
Tramwaje w Cochabambie − system komunikacji tramwajowej w boliwijskim mieście Cochabamba działający w latach 1902–1948 i planowany do odbudowy w 2020 r.

## Historia
Pierwsze tramwaje w Cochabambie otwarto w 1902, były to tramwaje konne. Sieć tramwajów konnych składała się z dwóch linii
- wzdłuż Calle Kolumbia do szpitala Viedma
- Av. Oquendo do Laguna Alalay

W 1908 założono spółkę Empresa de Luz y Fuerza Eléctrica de Cochabamba, która zbudowała elektrownię i w 1909 dostała koncesję na budowę linii tramwajowej o długości 17 km do Vinto i linii kolejowej o długości 58 km do Arani. Budowę pierwszej części linii tramwajowej do Vinto o długości 13 km zakończono w 1910. Otwarcie tego fragmentu linii nastąpiło w 1911. Linię obsługiwały lokomotywy elektryczne wyprodukowane przez Arthur Koppel w Berlinie. Pozostały fragment linii otwarto w czerwcu 1911. Początkowo, do 1912, linia była obsługiwana przez lokomotywy parowe. W 1913 spóła otrzymała zgodę na przedłużenie linii z Vinto do Sipesipe, jednak nigdy nie zbudowano tej linii. W sierpniu 1913 zbudowano linię tramwajową w mieście do Cala Cala. W listopadzie otwarto kolejne linie. W 1914 zamówiono dwa dwuosiowe tramwaje w Maschinenfabrik Augsburg-Nürnberg w Niemczech. W 1933 w mieście było 29 km tras tramwajowych po których kursowało 5 lokomotyw elektrycznych i 6 tramwajów. W kolejnych latach zaniedbano komunikację tramwajową co doprowadziło do zamknięcia sieci tramwajowej w 1939. W 1941 wznowiono ruch tramwajów na liniach do Vinto i do Cala Cala. W 1943 zlikwidowano podmiejską linię do Vinto i miasto przejęło obsługę linii do Cala Cala. Na początku 1948 zapowiedziano likwidację linii, co nastąpiło 30 maja 1948. 
Tramwaje zaplanowano przywrócić w początkach XXI w., planowana linia łączyła dzielnice Sacaba, Cercado, Colcapirua, Quillacollo, Vinto i Sipe Sipe. Otwarcie linii zaplanowano w 2020 roku, a rok wcześniej w polskim Olsztynie odbyły się testy homologacyjne pojazdu. 